# كارستن بيدرسن
كارستن بيدرسن (18 مايو 1977 في الدنمارك - ) هو لاعب كريكت دانمركي. شارك مع منتخب الدنمارك الوطني للكريكت.

## وصلات خارجية
- كارستن بيدرسن على موقع إي آس بي آن كريك إنفو (الإنجليزية)